# Alfredo Filippini
Alfredo Filippini (Roma, 3 maggio 1962) è un allenatore di calcio a 5 ed ex giocatore di calcio a 5 italiano.

## Carriera
Utilizzato nel ruolo di giocatore di movimento, Filippini ha disputato 23 gare nella nazionale italiana, segnando sei reti. Come massimo riconoscimento in carriera vanta la partecipazione al FIFA Futsal World Championship 1989 in cui gli azzurri sono stati eliminati nel girone del secondo turno.